# Бранко Димић
Бранко Димић (Београд, 1954) српски је сликар, графичар и вајар.

## Биографија
Завршио је Прву београдску гимназију и Вишу педагошку школу. Након тога дипломирао је 1984. и магистрирао сликарство 1991. на Факултету ликовних уметности у Београду. Ствара у стилу који је близак немачком експресионизму. Од 1985. до 1995. радио је као професор ликовног у неколико основних школа у Београду, а од 1995. па све до пензионисања радио је као сликар у Београдском драмском позоришту . Члан је Удружења ликовних уметника Србије од 1985. године и добитник Октобарске награде за сликарство 1987. на 28. Октобарском салону у Београду. Живи и ради у Београду.

## Самосталне изложбе
- 2020. Београд, Бранко Димић - дрворези, Графички колектив [3]
- 2013. Београд, Галерија Београдског драмског позоришта
- 1992. Земун, Галерија Стара капетанија Земун
- 1991. Београд, Галерија Факултета ликовних уметности, магистарска изложба
- 1988. Београд, Бранко Димић - цртежи и графике, Графички колектив [4]
- 1987. Београд, Бранко Димић - слике, Културни центар Београда

## Награде
- 1987. Београд, Награда за сликарство нових чланова УЛУС-а за рад Акт 2
- 1985. Београд, Награда за сликарство на 28. октобарском салону за рад Хаос